# پری، کمبریج‌شر
پری (به انگلیسی: Perry) یک روستا و محله مدنی در بریتانیا است که در هانتینگدونشر واقع شده‌است. پری ۱٬۷۹۶ نفر جمعیت دارد.